# A7-es autópálya (Olaszország)
Az A7-es autópálya, Milánót és Genovát köti össze. Másik neve a La Serravalle.  1935 óta működik.

## Útvonal
| A7 MILANO - GENOVA "La Serravalle" vagy "dei Giovi" |                                                                               |       |      |       |                         |
| Típus                                               | Jelölés                                                                       | ↓km↓  | ↑km↑ | Megye | Európai út              |
|                                                     | Piazza Maggi                                                                  | -1,9  | +1,9 | MI    |                         |
|                                                     | Milánó V.le Famagosta Milánói metró, 2-es vonal Famagosta                     | -1,1  | +1,1 | MI    |                         |
|                                                     | Milánó Via del Mare Quartiere dei Fiori                                       | 0     | 133  | MI    |                         |
|                                                     | Area Servizio "Cantalupa"                                                     | 0,5   | 132  | MI    |                         |
|                                                     | Assago Rozzano - Milanofiori                                                  | 2,0   | 131  | MI    |                         |
|                                                     | A50-es es autópálya Milánó nyugati körgyűrű                                   | 3,2   | 130  | MI    |                         |
|                                                     | Barriera Milano ovest                                                         | 4,0   |      | MI    |                         |
|                                                     | Binasco                                                                       | 10,5  | 123  | MI    |                         |
|                                                     | Pavia Bereguardo                                                              | 21,5  | 112  | PV    |                         |
|                                                     | Gropello Cairoli                                                              | 30,6  | 103  | PV    |                         |
|                                                     | "Dorno" pihenőhely                                                            | 33,6  | 100  | PV    |                         |
|                                                     | Casei Gerola                                                                  | 50,0  | 83   | PV    |                         |
|                                                     | Castelnuovo Scrivia                                                           | 54,0  | 79   | AL    |                         |
|                                                     | "Castelnuovo Scrivia" pihenőhely                                              | 60,6  | 73   | AL    |                         |
|                                                     | Torino - Brescia                                                              | 63,0  | 70   | AL    |                         |
|                                                     | Tortona                                                                       | 63,5  | 69,5 | AL    |                         |
|                                                     | terelés Novi Ligure felé Genova - Gravellona Toce                             | 72,0  | 61   | AL    |                         |
|                                                     | "Bettole" pihenőhely                                                          | 80,3  | 53   | AL    |                         |
|                                                     | Serravalle Scrivia                                                            | 84,5  | 48   | AL    |                         |
|                                                     | Vignole B. - Arquata S.                                                       | 88,6  | 44   | AL    |                         |
|                                                     | "Valle Scrivia" pihenőhely                                                    | 92,5  | 40   | AL    |                         |
|                                                     | Isola del Cantone                                                             | 100,7 | 32   | GE    |                         |
|                                                     | "Giovi" pihenőhely                                                            | 106,1 | 26,5 | GE    |                         |
|                                                     | Ronco Scrivia                                                                 | 106,5 | 26   | GE    |                         |
|                                                     | Busalla                                                                       | 111,5 | 22   | GE    |                         |
|                                                     | "Campora est" pihenőhely                                                      | --    | 16   | GE    |                         |
|                                                     | Genova Bolzaneto                                                              | 125,8 | 7    | GE    |                         |
|                                                     | Livorno                                                                       | 128,7 | 4    | GE    |                         |
|                                                     | Ventimiglia                                                                   | 131,7 | 2    | GE    |                         |
|                                                     | Barriera Genovanyugat                                                         | 132,8 | 0,8  | GE    | ling=Strada europea E62 |
|                                                     | "La Lanterna est" pihenőhely                                                  | --    | 0,4  | GE    | ling=Strada europea E62 |
|                                                     | Genova Sampierdarena - Porto Terminal traghetti Genova centrum - Sopraelevata | 133,6 | 0    | GE    | ling=Strada europea E62 |

### Fordítás
- Ez a szócikk részben vagy egészben  az   Autostrada A7 című olasz Wikipédia-szócikk fordításán alapul.  Az eredeti cikk szerkesztőit annak laptörténete sorolja fel. Ez a jelzés csupán a megfogalmazás eredetét és a szerzői jogokat jelzi, nem szolgál a cikkben szereplő információk forrásmegjelöléseként.